# المرأة في أوكرانيا

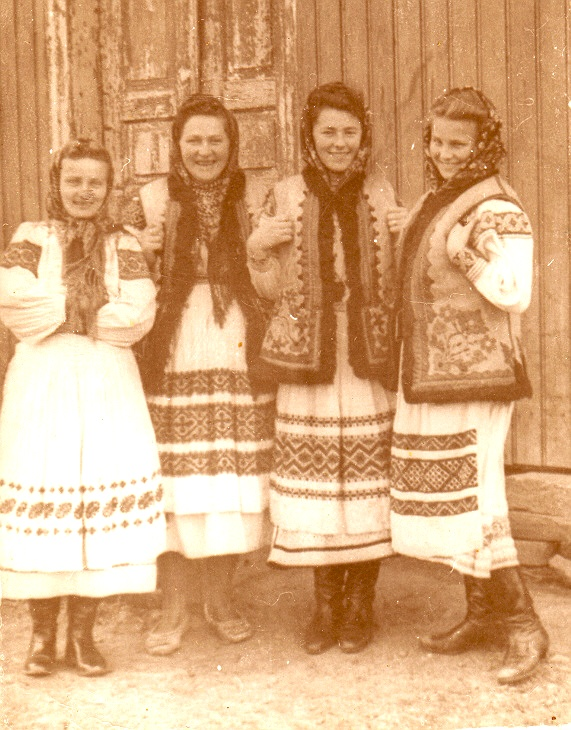
نساء يرتدين أزياء بويكو من قرية خاشوفانيا (أربعينيات القرن العشرين)

تملك النساء في أوكرانيا حقوقًا دستورية متساوية مع الرجال في المجالات الاقتصادية، والسياسية، والثقافية، والاجتماعية، وفي الأسرة أيضًا، ولكن تتلقى النساء رواتب أقل، وفرصهنّ محدودة في مجال التقدم للوظائف. ومعظم النساء في أوكرانيا (وتبلغ نسبتهنّ نحو 45% من سكان أوكرانيا الذين يبلغ عددهم 45 مليونًا) يعانون من العنف الجسدي، أو الجنسي، أو النفسي.

## تاريخ الحركة النسوية في أوكرانيا
يرتبط تاريخ أوكرانيا خلال القرنين الماضيين ارتباطًا وثيقًا بتاريخ الإمبراطورية الروسية، ثم الاتحاد السوفييتي لاحقًا. حصلت أوكرانيا على الاستقلال في عام 1991، وهي الآن دولة تضم أكثر من 40 مليون نسمة، معظمهم من المسيحيين الأرثوذكس، و70% منهم يعيشون في المدن.
تأسّست أحد أكبر المنظمات النسوية في أوروبا خلال عشرينيات القرن العشرين في غرب أوكرانيا الحديثة (أو غاليسيا)، وكانت تُسمى بالاتحاد النسائي الأوكراني، وكانت تقودها ميلينا رودنيتسكا. صُنّفت النسوية خلال الحقبة السوفييتية بأنها حركة تابعة لأيديولوجيات برجوازية، وبذلك اعتُبرت معادية للثورة، وللاتحاد السوفييتي، وكان المجتمع المدني، والحركة النسوية أمران غير موجودين تقريبًا في العهد السوفييتي، ولكن بدأت الحركة النسوية بالتجذّر بعد استقلال أوكرانيا في عام 1991.
توجد اليوم مجموعات من الناشطين في حقوق المرأة في أوكرانيا، بما في ذلك نسوية أوفينزيفا، واتحاد المرأة الأوكرانية، وأُغلقت حركة فيمن، التي كانت أكثر مجموعات حقوق المرأة نشاطًا في كييف عام 2013، وغادر أعضاء المنظمة أوكرانيا خوفًا على حياتهم، وحرياتهم.

## العنف ضد النساء
يعاني 45% من سكان أوكرانيا (الذي يبلغ 45 مليونًا) من العنف الجسدي، أو الجنسي، أو النفسي، ومعظمهم من النساء، ونساء الشوارع هم الفئة الأكثر ضعفًا، إذ يعاني 40% منهم من العنف الجنسي، و25% منهم دون سن الـ 18.
أصدرت أوكرانيا قانون العنف المنزلي في عام 2001، وتتعامل المادة 173-2 من قانون الجرائم الإدارية الأوكرانية مع موضوع العنف في الأسرة.
وصرّح نوزت إحسان، ممثل صندوق الأمم المتحدة للسكان في أوكرانيا في فبراير عام 2012 أنه يوجد في أوكرانيا مستوى غير مقبول من العنف الذي يُمارَس بشكل أساسي من قبل الرجال، والسبب الأساسي في ذلك هو ارتفاع مستوى استهلاك الكحول، وألقى المسؤولية أيضًا على الثغرات التشريعية التي لها دور أساسي أيضًا في الموضوع، وقال بأنه يمكن للشخص أن يمارس العنف على المرأة في حال كان مسؤولًا رفيع المستوى، أو من عائلة رسمية رفيعة المستوى، وينجو من ذلك بكل بساطة.

## وضع النساء الأوكرانيات في مجال القوى العاملة
تشكّل النساء 54% من سكان أوكرانيا، و 47.4% من القوى العاملة لديها، كما أن أكثر من 60% من النساء الأوكرانيات حاصلات على شهادات تعليم عالٍ (المستوى الجامعي وما فوق)، وبالرغم من ذلك معدل البطالة عند النساء مرتفع جدًا بالمقارنة مع الرجال الذين لديهم نفس الخلفية التعليمية (80% من العاطلين عن العمل في أوكرانيا من النساء)، وذلك دون ذكر البطالة الخفية بين النساء.
تنص قوانين العمل على المساواة القانونية بين الرجل والمرأة، بما في ذلك المساواة في أجور العمل، ويوجد التزام بهذا المبدأ عمومًا، لكن في بعض الصناعات التي تسيطر عليها القوى العاملة النسائية تُعطى النساء أجورًا منخفضة نسبيًا، كما حدث ارتفاع تدريجي في سن التقاعد، الذي سيصل إلى 60 عامًا للنساء، و62 للموظفين الذكور في الخدمة المدنية بحلول عام 2021 (كان العمر الأساسي 55 سنة للنساء، و60 سنة للذكور)، وأشارت بعض التقارير بأن بعض أرباب العمل كانوا يرفضون توظيف النساء الصغيرات بالسن اللواتي من المحتمل أن يصبحن حوامل خلال فترة العمل، أو النساء فوق سن الـ 35. ويشغل عدد قليل من النساء مناصب إدارية عليا في الحكومة، أو في مؤسّسات الدولة، أو في القطاع الخاص.

## وضع المرأة الأوكرانية في مجال الأعمال
في المتوسط، تكسَب النساء أقل من الذكور الذين يشغلون وظائف مماثلة بحوالي 30%.
50% من المشاريع التي لا تستخدم موظفين تملكها نساء، أما الشركات التي لديها من 1 إلى 5 موظفين فإن 27% من مالكيها فقط هم نساء، والشركات التي تملك أقل من 50 موظفًا 30% من مالكيها نساء، وهذه الأرقام مشابهة للاقتصادات الغربية أيضًا، إذ تميل النساء إلى امتلاك أعمال تجارية بالتجزئة، أو البيع بالجملة، أو أعمال الطبخ. و2% من الشركات الكبرى فقط مملوكة من قبل إناث.
في عام 2008 بلغ معدل مشاركة المرأة في العمل حوالي 62% فقط.

## المرأة في السياسة الأوكرانية
انتُخبت 87 امرأة للبرلمان في الانتخابات البرلمانية الأوكرانية لعام 2019، وهو رقم قياسي لأوكرانيا، ويشكل نحو 20.52% من إجمالي عدد النواب، و37% من نواب منظمة التضامن الأوروبي هم من النساء.
في عام 2014 كان حوالي 12% من البرلمان الأوكراني من النساء، وارتفع هذه العدد منذ 2014 حتى 2019 ليصل إلى 53 امرأة، أي بنسبة 12.6%، وتتأرجح نسبة المشرّعات القانونيات في الانتخابات، ففي عام 2014 وصلت امرأتان فقط إلى هذا المنصب، أما في 2019 فازت 26 امرأة بمقعد انتخابي  كمشرعات قانونيات.
وفي 2012 كانت نسبة النساء في البرلمان هي 9.9% فقط، وكانت النسبة 2.3% في أول انتخابات أجريت بعد الاستقلال الأوكراني في عام 1991 (جرت الانتخابات في عام 1994).
خلال الانتخابات الرئاسية لعام 2010 رفض المرشح فيكتور يانوكوفيتش مناقشة منافسته لمنصب رئيس الوزراء يوليا تيموشينكو، وبرر ذلك بقوله «مكان المرأة في المطبخ»، وحدث سابقًا فعل مشابه من رئيس البرلمان الأوكراني فولوديمير ليتفين الذي علّق بطريقة يمكن اعتبارها سيئة بحق المرأة.

## النساء في الجيش الأوكراني
يُسمح للنساء في أوكرانيا بالانضمام إلى الجيش، ولكن اقتصر ذلك تاريخيًا على الأدوار غير المقاتلة، كمسعفة، أو طباخة، أو محاسبة. بدأت القوات العسكرية الأوكرانية في السماح للنساء بالمشاركة في أدوار المقاتلين اعتبارًا من يوليو 2016.